# 埃爾克霍恩鎮區 (北達科他州迪瓦德縣)
埃爾克霍恩鎮區（英語：Elkhorn Township）是位於美國北達科他州迪瓦德縣的一個鎮區。

## 地方資料
埃爾克霍恩鎮區的面積為161.79平方千米，當中陸地面積為154.14平方千米，而水域面積為7.65平方千米。根據2020年美國人口普查的數據，當地共有人口19人，而人口密度為每平方千米0.12人。